# グリントグリッター
『グリントグリッター』は1999年7月29日にコナミデジタルエンタテインメントから発売されたPlayStation用のゲームソフト。
サイコロを2つ使った新感覚ボードゲーム。プレイヤーは、原則、サイコロを2つ同時に投げながら、アイランドと呼ばれる島のマップ内を移動していく。ゲームシステムは双六と同じ要領だが、ゴールは無く、アイランド内の同じルートを延々回って決められた条件に達成した者が優勝となる。

## ストーリー
小さなロボット修理屋を営んでいる小学5年生のケンタは、同じクラスのイヤな奴、財閥の跡取り息子である鉄鋼寺秀麻呂に高級のロボットを自慢されていた。いつかきっと、あいつ以上のロボットを作って見返してやる!と思っていたある日、ケンタは空に浮かぶ飛行船を発見。そこには、「財宝発掘トーナメント」の開催告知と、優勝賞品は「超次元ロボ」と書かれていた。
これで秀麻呂をギャフンと言わせられるぞ!とすぐさま出場を決意して、愛用のドライバーを片手に、未知なる島へと旅立った。

## キャラクター

### プレイヤーキャラクター
- 目賀沢ケンタ（声:松本さち）
- 芽川ミキ（声:吉住梢）
- ケースケ（声:鳥海浩輔）
- トモコ（声:堀江由衣）
- タカシ（声:畑田隆穂）
- ミナ（声:田村ゆかり）
- レイカ（声:山田美穂）
- シゲゾウ（声:高木渉）
- コペル（声:山本美由紀）
- タマ（声:吉住梢）

### その他のキャラクター
- ボビー（声:志賀克也）
- 鉄鋼寺秀麻呂（声:志賀克也）
- タクヤ（声:山本美由紀）

### 登場ロボ
各能力は、ロボラーショップの改造キットの説明文に記載されている数値をそのまま写したものである。「E」(Energy)はエネルギーを、「W」(Walk)は移動力を、「S」(Search)は探査力を、「B」(Battle)は戦闘力を指す。説明文には低い能力と書かれていても、同ショップに売っているパーツを買うことで、そのステータスを変えることができる（例として、戦いが得意なファイターロボが、戦いには不向きなサーチャーロボやダッシュロボに負けることも、装備などを駆使した性能でファイターロボよりも優れていれば十分可能である）。
- ノーマルロボ　使用キャラ：ケンタ、タマ　特徴:普通のロボ。全てにおいて平均的な能力を持ち、グリントグリッター初心者でも十分に使える。能力:E:50 W:50 S:50 B:50
- ファイターロボ　使用キャラ:シゲゾウ　特徴：緑色で装甲に覆われており、戦いに特化されたロボ。エネルギーも多いほうだが、移動・探査力の少なさは欠点。　能力：E：100 W：35 S：20 B：100
- サーチャーロボ　使用キャラ:タカシ　特徴：宝探しのダウジングに使われる2本の金属の棒を所持しており、宝探しが得意分野（＝探査力が多い）で一番ロボの中でも真面目な性格。戦闘には向いていない。　能力：E：55 W：80 S：100 B：20
- ダイバーロボ　使用キャラ：ミナ　特徴：顔がカバーのようなもので覆われており、主に水中活動で真の力を発揮する。エネルギーが多く、長時間稼働させやすいが、陸での歩行移動は不得意。　能力：E：130 W：25 S：50 B：50
- マルチロボ　使用キャラ：レイカ、コペル　特徴:関西弁で喋る、何でも器用にこなすロボ。だがそれと引き換えに、エネルギーが致命的に低い。　能力：E：35 W：70 S：75 B：75
- ハンターロボ　使用キャラ：ケースケ　特徴：銃を持ったロボ。ノーマルロボとファイターロボ（上記参照）の能力を合体させたロボで、移動も戦闘も得意とする。だが探査力の低さは相変わらず。　能力：E：70 W：70 S：35 B：80
- ダッシュロボ　使用キャラ：トモコ　特徴：唯一4本足の、移動に特化されたロボ。エネルギーもノーマル以上と、長距離移動にはもってこいのロボだが、探査力と戦闘力は低い。　能力：E：80 W：100 S：40 B：35

## ゲームモード
ストーリーモード
主人公である、目賀沢ケンタ、芽川ミキの冒険。1人プレイで、全4ステージ構成。
対戦モード
10人すべてのプレイヤーキャラクター、4つすべてのステージを自由に選ぶことができる。勝利条件も、ターン制や、総資産などで選ぶことができる。1 - 4人プレイ。

## パーツ
ヘッド・ボディ・アーム・レッグの4つの系統があり、それぞれ探査・エネルギー・戦闘・移動に大きく関わってくる。同じパーツでもロボの種類によって装備できたりできなかったりする。また「地形適応力」が各地形ごとにA-Dの4段階で設定されていて、適応力が低いと後述する「トラブル」に遭遇しやすかったり、エネルギーを多く消耗したりする

## ロボの発進
ほとんどのプレイヤーは、2ターン目でロボを発信させる（ごくまれに3ターン目で発信させるプレイヤーもいるが、基本的にパーツやアイテム、発進に必要なゲートカードを1ターン目に買うため）。
発進時は、行先を指定する。が、ここでの行先の選び方は2パターン存在する。
- お宝指定

お宝マップにアイコン化されているお宝を指定し、発進させる。表示される場所はランダム性があり、場合によっては目的地まで数ターンかかる場合があるが、アイコンで表示されているお宝を見つけると行先指定よりも多くのお宝が一度に手に入る。
- 行先指定

お宝指定とは対照的に、行先で独自に指定する。お宝は、アイコン化されていないものも含めると、かなりの数になるため、すぐ近くの場所でアイコンが表示されていなくても見つかる可能性が高い（その可能性はロボの探査力で変動する）。しかし、お宝が見つかっても基本的に行先指定は一度に手に入る数が少ないため、多くのプレイヤーはお宝指定で移動に2ターン以上かかる場合にその間の中継地点でお宝を探しながら目標まで向かうことが多い。
発進させてからは、基本的にロボは目的地へと進むが、必ずしも規定ターン数で到着できるわけではない。地形適応力に応じた一定の確率でトラブルに見舞われる（適応力が低いほど見舞われやすい）ため、遅れることが多々ある。
トラブルがあると、そのロボは指定されたアイテムを使う。もしもそのアイテムが装備されていなかった場合、ロボは壊れて強制輸送（プレイヤーのいるマスに戻ってくる）されてしまうため、アイテムが必要となる。
- トラブル一覧

1.ロボがこけてしまう。エアバッグで回避できる。発生場所：どこでも
2.ロボが絶壁などから落下してしまう。ロープで回避できる。発生場所：絶壁・縦穴
3.ロボが砂に埋まる。風船で回避できる。発生場所：砂漠
4.ロボが溺れてしまう。浮き輪で回避できる。発生場所：川・池
5.ロボがばててしまう。水ボトルで回避できる。発生場所：火山・砂漠
6.ロボが凍り付いてしまう。たき火セットで回避できる。発生場所：大氷原・氷山
また、特殊なトラブルも存在する。
- エネルギー切れ

エネルギーが無くなってしまう。ドリンクで回避できるが、休むこともできる（ただし全回復には数ターン消費する）。
- 敵との戦闘

トレジャーキーパーを倒すときやアイコンが敵マークの時、またロボ同士が重なると戦闘が発生。勝つと、お宝をもらえたり、相手のロボを強制輸送させられるが、負けてしまうとこちらのロボが強制輸送される。
目的地に到着すると、敵と戦うもの以外は「たんさ」でお宝を探す。そうしてお宝を見つけていき、ギャラリーの見学料を上げていく。

## お宝
全部で1024点あり、遺産・芸術品・宝石・古文書・化石・食材・生物・ガラクタの8つのカテゴリーがある
ロボが持ち帰ったものを後述するお宝ギャラリーに展示することで、そのお宝の価値の20％を見学料として止まったプレイヤーから徴収できる
また、お宝の中には「セット」になるものがあり、全て（2点-10点とモノによって異なる）を同じギャラリーにまとめるとセットが完成し、価値が大幅に上昇する

## ストリートアイコン
ゲームのマップ内には、ストリートアイコンと呼ばれる双六でいうマス目がある。ここに、サイコロを振ってぴったりの数で止まることで、イベントが起きる。
お宝ギャラリー（マップによって1号館から5号館まで存在する）
ロボが持ち帰ったお宝を、自分の色の展示館に1つのギャラリーにつき10個まで展示することができる。自分の色以外のお宝ギャラリーに止まった場合は、その展示館の経営者に見学料を支払わなければならない。しかし、この支払いを無効化する「Gチケット」アイテムも存在する。
ロボラーショップ
このマスは、ぴったり止まるだけではなく、通過するだけでもよい。ぴったり止まると、ポイントカードにポイントを2つサービスしてもらえる。ここでは、ロボの種類や改造パーツ、アイテムなどを買うことができる。また、持っているお宝を売ることもできる。
サポートコーナー
ランダムで様々なイベントが発生する。ここでは、止まったプレイヤーに良し悪しの影響を与える。このコーナーでは、止まったプレイヤーのみが影響を受ける。
　イベントの種類
- LUCKY!ボーナス

いくらかのお金がプレゼントされる。もらえる額は、ゲーム始めは100G～300Gほどとランダムで、ゲームが進めば進むほど額のランダム範囲が上がる。
- 大会運営費もらうよォ!

大会運営費として、いくらかお金を取られる。こちらも、ゲーム始めは100G～300Gほどとランダムで、ゲームが進めば進むほど額のランダム範囲が上がる。
- エネルギー回復

現在発信させているロボのエネルギーを全回復する。
- Gチケット獲得

見学料を無効化する「Gチケット」が無料で1枚もらえる。
イベントコーナー
このマスに止まったプレイヤーは、イベントボードからパネルを選ぶ。選んだパネルに書かれているイベントやミッションが発生する。このコーナーでは、止まったプレイヤー以外のプレイヤーも影響を受ける。
　イベントの種類
- ミッション

ミッションが発生する。マップ内に特殊な敵や宝箱やフラッグが出現し、一定ターンの間（ミッションによってさまざま。短いものは3ターンほどから長いものは15ターンなどもある）に「トレジャーキーパー（特殊な敵）を一番多く倒せ!」や「当たりの宝箱を探せ!」や「一番早くフラッグまでたどり着け!」などのミッションをクリアすると、賞金（これもさまざま。安いので2000G、高いものになると1万近くになる。また、結果が2位や3位のプレイヤーももらえる場合がある）がもらえる。同じ順位のプレイヤーがいた場合、もともとその順位の賞金を山分けする。
- 収益0

3ターン過ぎるか、次のイベントが発生するまでそのプレイヤーのギャラリーの見学料が0Gになる。
- 収益50%

3ターン過ぎるか、次のイベントが発生するまでそのプレイヤーのギャラリーの見学料が半額になる。
- 収益150%

3ターン過ぎるか、次のイベントが発生するまでそのプレイヤーのギャラリーの見学料が1.5倍になる。
- 逆回り

3ターン過ぎるか、次のイベントが発生するまで全員が元の進行方向（右から左）とは逆（左から右）に移動する。
- 1回休み

名前の通り、次のターンは休む。自分自身の行動ができないほか、ロボの行動もできず、自分のギャラリーへの収入が0になる（=その間他のプレイヤーは無料でそのプレイヤーのギャラリーに入れる）。
- 競技

ロボを全員集めて競技を行う。宝探しやパンチアウト、ダンベル上げやかけっこも存在し、1位のプレイヤーには賞金（大体2000G~5000G相当）と副賞（パーツ1つ）が送られる。
- スター

自分のロボが強制輸送されスターロボに大変身を遂げてしまい、数ターンの間ロボが制御不能（行先指定・帰らせることができない）となる。数ターン経過すると、お宝を発見し（発見されるお宝はレア度が高く、また数も普通に発見されるお宝の最大で約2倍になる）その総額は大体総資産10000G分にもなる。お宝発見後は、「さようならスター」となってスターロボ変身前のロボに変身し、プレイヤーの元へと戻る。
ロボラーセンター
マップ内には唯一1つしかないマスでスタート地点でもある。このマスに止まるとゲーム開始時の所持金額×2が、通過するとゲーム開始時の所持金額がお宝探しの費用として支給される。また、ここではプレイヤーがお宝をギャラリーに入れる時にギャラリーに入らず売られたお宝も新しい順に20個まで保存され、自由に買うことができる。売ることも可能。21個以上になると古いものから処分される。

## 評価
ファミ通クロスレビューでは6、7、7、8の28点。レビュアーはグラフィックやテンポやノリが鳥山明調で面白く、よくあるボードゲームをプレイしつつ財宝捜索をロボットにさせるのが楽しくテンポがよくマルチプレイを勧めたが、マップ数が少ない、個性が薄い、財宝の発見が簡単とした他、ゲームとしては全体的にバランスがよくなくとっつき悪いとした者と無難な出来とした者で分かれた。